# 尤英 (伊利諾伊州)
尤英（英語：Ewing）是位於美國伊利諾伊州富蘭克林縣的一個村落。

## 地理
尤英的座標為38°05′24″N 88°51′13″W / 38.09000°N 88.85361°W，而該地最高點為海拔高度144米（即471英尺）。

## 人口
根據2010年美國人口普查的數據，尤英的面積為2.62平方千米，當中陸地面積為2.62平方千米，而水域面積為0.00平方千米。當地共有人口307人，而人口密度為每平方千米117人。